# Villamanrique de Tajo
Villamanrique de Tajo község Spanyolországban, Madrid tartományban. Villamanrique de Tajo Fuentidueña de Tajo, Santa Cruz de la Zarza és Villarejo de Salvanés községekkel határos. Lakosainak száma 825 fő (2024).

## Népesség
A település népessége az utóbbi években az alábbiak szerint változott:
| Lakosok száma | 614  | 650  | 759  | 786  | 795  | 738  | 694  | 703  | 757  | 825  |
|               | 2001 | 2004 | 2007 | 2009 | 2012 | 2014 | 2017 | 2019 | 2022 | 2024 |